# Брахідактилія
Брахідактилія (від дав.-гр. βραχύς — короткий  і δάκτυλος — палець; синонім: короткопалість) — аномалія розвитку рук або ніг, вкорочення пальців. Брахідактилія часто може поєднуватися з симфалангізмом і з різними формами синдактилії. Брахідактилія успадковується по аутосомно-домінантниму типу.

## Лікування
Хірургічне (поділ і подовження пальців).
Під брахідактилією розуміють різноманітні вроджені деформації кисті, які проявляються тотальним або частковим укороченням пальців або п'ясткових кісток. Таким чином, основними клінічними варіантами брахідактилії є брахіфалангія (вкорочення пальців) і брахіметакарпія (укорочення кисті). Брахідактилія часто може поєднуватися з симфалангізмом (тугоподвижность аж до нерухомості в суглобах пальців і кисті) і з різними формами синдактилії — симбрахіфалангізм, брахісимфалангізм і сіндактилія. Лікування тільки хірургічне. Полягає в поділі і подовженні пальців, з метою досягнення найкращого косметичного і функціонального ефектів.